# Mirtel Pohla
Mirtel Pohla (Tartu, 28 januari 1982) is een Estische theater- en filmactrice.